# Șimnicu de Sus, Dolj
Șimnicu de Sus este satul de reședință al comunei cu același nume din județul Dolj, Oltenia, România.

## Personalități
- Matei Constantin (1939 - 2012), interpret de muzică populară din Oltenia

 Acest articol despre o localitate din județul Dolj este deocamdată un ciot. Puteți ajuta Wikipedia prin completarea lui.